# Comté de Temora
Le comté de Temora (en anglais : Temora Shire) est une zone d'administration locale située dans l'État de Nouvelle-Galles du Sud en Australie, dont le siège est Temora.

## Géographie
Le comté s'étend sur 2 802 km2 dans la Riverina, au sud-est de la Nouvelle-Galles du Sud. Il est traversé par la Burley Griffin Way.
Le comté comprend les villes de Temora et les villages d'Ariah Park, Gidginbung, Narraburra, Sebastopol, 
Springdale et Wallundry.

## Histoire
Le comté est créé le 1er janvier 1981 par la fusion du comté de Narraburra (fondé en 1906) et de la municipalité de Temora.

## Démographie
| 2001  | 2006  | 2011  | 2016  | 2021  |
| ----- | ----- | ----- | ----- | ----- |
| 5 969 | 5 853 | 5 776 | 6 110 | 6 034 |

## Politique et administration
Le conseil comprend neuf membres élus pour un mandat de quatre ans, qui à leur tour élisent le maire pour deux ans. À la suite des élections du 4 décembre 2021, le conseil est formé d'indépendants.

### Liste des maires
| Période        | Période        | Identité     | Étiquette   | Qualité |
| -------------- | -------------- | ------------ | ----------- | ------- |
|                | septembre 2012 | Peter Speirs |             |         |
| septembre 2012 | en fonction    | Rick Firman  | Indépendant |         |

La zone est rattachée à la circonscription de la Riverina pour les élections fédérales et à celle de Cootamundra pour les élections à l'Assemblée législative de Nouvelle-Galles du Sud.